# Liste der Monuments historiques in Novion-Porcien
Die Liste der Monuments historiques in Novion-Porcien führt die Monuments historiques in der französischen Gemeinde Novion-Porcien auf.

## Liste der Objekte
| Bezeichnung | Beschreibung                     | Standort                       | Kennzeichnung | Schutzstatus | Datum | Bild |
| ----------- | -------------------------------- | ------------------------------ | ------------- | ------------ | ----- | ---- |
| Adlerpult   | Holz, bemalt, 19. Jahrhundert    | in der Kirche St-Pierre (Lage) | PM08000375    | Classé       | 1971  |      |
| Kasel       | Stoff, bestickt, 16. Jahrhundert | in der Kirche St-Pierre (Lage) | PM08000373    | Classé       | 1908  |      |
| Kanzel      | Holz, 18. Jahrhundert            | in der Kirche St-Pierre (Lage) | PM08000374    | Classé       | 1971  |      |